# The Girl from Missouri
The Girl from Missouri is een film uit 1934 onder regie van Jack Conway. De film werd destijds in Nederland gekeurd onder de titel Het meisje uit Missouri en verbannen vanwege "chantage, licht geklede vrouwtjes, grove taal [en] dubbelzinnige woordspelingen".

## Verhaal
Eadie Chapman komt uit een arm gezin in Missouri en wil niet net als haar moeder eindigen als serveerster in een louche nachtclub. Ze besluit om met haar vriendin Kitty Lennihan weg te lopen en ze zoeken hun heil in New York. Daar proberen ze door te breken op Broadway en worden ze uitgenodigd om als danseressen voor de oude rijke Frank Cousins te werken. Eadie, die niet verbergt dat ze op zoek is naar een rijke man, heeft haar zinnen op Cousins gezet en weet niet dat hij op de rand van financiële ruïne staat, waarvan de eveneens rijke T.R. Paige hem weigert te redden. Cousins biedt Eadie verschillende dure cadeaus aan en verlooft zich met haar. Nadat zij uit zijn kantoor vertrekt, schiet hij zichzelf dood. Als de politie op de plaats van misdaad arriveert, overtuigt ze T.R. om haar te helpen met het verstoppen van de dure cadeaus, zodat de politie (en vooral de kranten) niet denken dat ze betrokken is bij het incident.
Nadien zoekt ze T.R. op in zijn kantoor om hem te bedanken. Ze maakt duidelijk dat ze op zoek is naar een rijke man, waarna hij haar snel afpoeiert en vertrekt naar Palm Beach. Eadie en Kitty reizen hem achterna in de hoop om hem te charmeren. Daar ontmoeten ze T.R.'s zoon Tom, die onmiddellijk verliefd raakt op Eadie. Eadie probeert hem af te poeieren, totdat ze ontdekt wie hij is. Hij wil met haar trouwen, maar zijn vader vreest dat ze enkel uit is op zijn geld en zet een valse beschuldiging op waarin hij het doet laten lijken alsof Eadie vreemdgaat en juwelen heeft gestolen. Tom wil niets meer van Eadie weten, en zij - vastberaden dat T.R. de dader is - zint op wraak.
Ze nodigt journalisten uit om haar in haar uitdagende nachtkleding te fotograferen met T.R. Nadien wordt ze dronken en flirt ze met Toms rivaal. T.R. biecht inmiddels aan zoonlief op dat hij Eadie in de val heeft gelokt. Tom heeft intussen al spijt dat hij Eadie heeft laten gaan en keert terug naar haar. Haar naam is dan al gezuiverd.

## Rolverdeling
| Acteur           | Personage                       |
| ---------------- | ------------------------------- |
| Jean Harlow      | Edith 'Eadie' Chapman           |
| Franchot Tone    | T.R. 'Tom' Paige Jr.            |
| Lionel Barrymore | Thomas Randall 'T.R.' Paige     |
| Patsy Kelly      | Kitty Lennihan                  |
| Lewis Stone      | Frank Cousins                   |
| Alan Mowbray     | Lord Douglas                    |
| Clara Blandick   | Miss Newberry                   |
| Hale Hamilton    | Mr. Charles W. 'Charlie' Turner |
| Henry Kolker     | Titcombe                        |